# Beisebol nos Jogos Olímpicos de Verão de 2008
O torneio de beisebol nos Jogos Olímpicos de 2008 ocorreu entre 13 e 23 de agosto em Pequim, na China. Todas as partidas foram realizadas no Campo de Beisebol Wukesong, uma instalação provisória ao lado do Estádio Indoor Wukesong. O beisebol olímpico é jogado apenas por homens; as mulheres competem numa modalidade similar, o softbol.
O Comitê Olímpico Internacional votou por remover o beisebol do programa para os Jogos de 2012 em Londres. O esporte, junto a outros, foi reconsiderado para os Jogos de 2016 em reunião do COI em outubro de 2009, mas foi novamente rejeitado, retornando apenas em Tóquio 2020.
Esta também foi a primeira vez que a nova regra de desempate da IBAF tomou efeito.

## Calendário
| Agosto   | 6 | 7 | 8 | 9 | 10 | 11 | 12 | 13 | 14 | 15 | 16 | 17 | 18 | 19 | 20 | 21 | 22 | 23 | 24 |
| -------- | - | - | - | - | -- | -- | -- | -- | -- | -- | -- | -- | -- | -- | -- | -- | -- | -- | -- |
| Beisebol |   |   |   |   |    |    |    |    |    |    |    |    |    |    |    |    |    | 1  |    |

|  | Dia de competição |  | Dia de final |

A IBAF e o Comitê Organizador divulgaram o calendário em 17 de junho.

## Formato
Oito seleções estiveram presentes na competição. A primeira fase foi jogada no sistema “todos contra todos”. As quatro melhores equipes avançaram às semifinais, onde os vencedores dos confrontos decidiram a medalha de ouro, com os derrotados disputando o bronze.

## Participantes

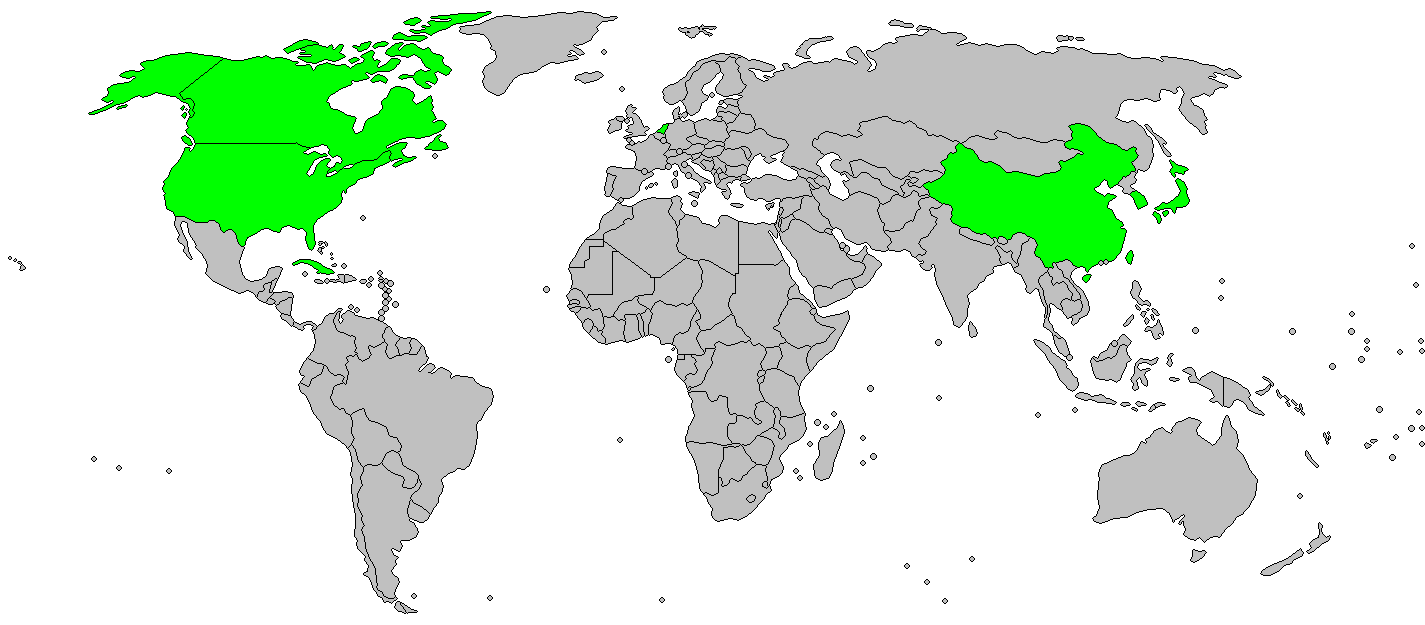
Equipes qualificadas

| Evento                            | Data                 | Local     | Vagas | Qualificado(s)                                |
| --------------------------------- | -------------------- | --------- | ----- | --------------------------------------------- |
| País-sede                         | -                    | -         | 1     | CHN China                                     |
| Torneio Pré-Olímpico das Américas | 25 Ago – 7 Set, 2006 | Havana    | 2     | USA Estados Unidos CUB Cuba                   |
| Campeonato Europeu de Beisebol    | 7–16 Setembro, 2007  | Barcelona | 1     | NED Países Baixos                             |
| Campeonato Asiático de Beisebol   | 27 Nov – 3 Dez, 2007 | Taichung  | 1     | JPN Japão                                     |
| Torneio Pré-Olímpico Mundial      | 7–14 Março, 2008     | Taiwan    | 3     | CAN Canadá KOR Coreia do Sul TPE Taipé Chinês |
| Total                             |                      |           | 8     |                                               |

## Medalhistas
|  | KOR Coreia do Sul |  | CUB Cuba |  | USA Estados Unidos |
|  | Ko Young-min Park Jin-man Jeong Keun-woo Lee Dae-ho Oh Seung-hwan Jang Won-sam Kim Min-jae Lee Yong-kyu Kim Kwang-hyun Kim Dong-joo Jin Kab-yong Chong Tae-hyon Han Ki-joo Lee Seung-yuop Yoon Suk-min Lee Taek-keun Lee Jin-young Kang Min-ho Lee Jong-wook Kwon Hyuk Kim Hyun-soo Bong Jung-keun Song Seung-jun Ryu Hyun-jin |  | Giorvis Duvergel Eduardo Paret Luis Navas Eriel Sánchez Ariel Pestano Yulieski Gourriel Michel Enríquez Yoandry Urgellés Adiel Palma Norge Luis Vera Vicyohandri Odelín Frederich Cepeda Héctor Olivera Norberto González Rolando Meriño Miguel La Hera Jonder Martínez Alfredo Despaigne Alexander Mayeta Yadier Pedroso Elier Sánchez Luis Rodríguez Alexei Bell Pedro Luis Lazo |  | Jason Donald Jayson Nix Lou Marson John Gall Mike Hessman Nate Schierholtz Brandon Knight Matt Brown Brian Barden Taylor Teagarden Mike Koplove Dexter Fowler Terry Tiffee Stephen Strasburg Trevor Cahill Jake Arrieta Casey Weathers Jeff Stevens Kevin Jepsen Brett Anderson Matt LaPorta Brian Duensing Jeremy Cummings Blaine Neal |

## Resultados

### Primeira fase

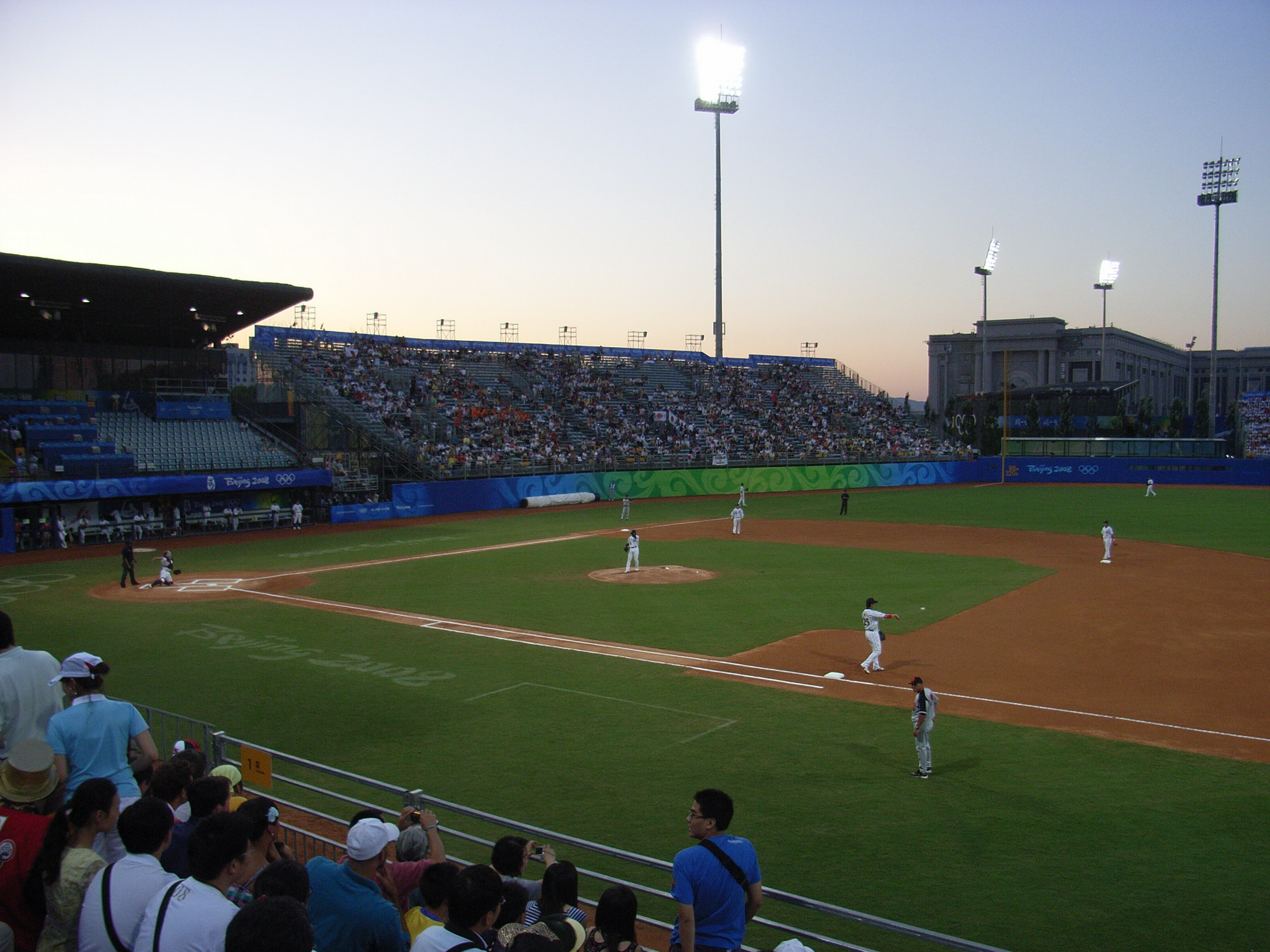
Partida entre Japão e Países Baixos

Horários locais (UTC+8)
| Equipe             | V | D | C- | C+ |
| ------------------ | - | - | -- | -- |
| KOR Coreia do Sul  | 7 | 0 | 22 | 41 |
| CUB Cuba           | 6 | 1 | 23 | 52 |
| USA Estados Unidos | 5 | 2 | 22 | 40 |
| JPN Japão          | 4 | 3 | 14 | 30 |
| TPE Taipé Chinês   | 2 | 5 | 33 | 29 |
| CAN Canadá         | 2 | 5 | 20 | 29 |
| NED Países Baixos  | 1 | 6 | 50 | 9  |
| CHN China          | 1 | 6 | 60 | 14 |

V = vitórias | D = derrotas | C- = corridas sofridas | C+ = corridas anotadas
Obs: após vitórias/derrotas, o desempate é o confronto direto.
13 de agosto